# Бородаев, Владимир Алексеевич (токарь)
Влади́мир Алексе́евич Борода́ев (17 декабря 1932, Революционный, Зерноградский район, Ростовская область, СССР — 15 октября 2008, Ростов-на-Дону, СССР) — советский токарь, полный кавалер ордена Трудовой Славы (1991).

## Биография

Могила Бородаева на Северном кладбище Ростова-на-Дону.

Владимир Бородаев родился 17 декабря 1932 года на хуторе Революционный (ныне — Зерноградский район Ростовской области).
После окончания десяти классов школы работал токарем.
В 1951—1955 годах служил в Советской Армии. Демобилизовавшись, работал токарем-инструментальщиком на заводе «Ростсельмаш» в Ростове-на-Дону, стал токарем высшего разряда. В 1971 году Бородаев окончил Новочеркасский электромеханический техникум.
Добился высоких производственных показателей. Явился инициатором ряда заводских соревнований. Активно обучал молодых рабочих.
В мае 1975 года Указом Президиума Верховного Совета СССР Бородаев был награждён орденом Трудовой Славы 3-й степени, в 1981 году — 2-й степени, в январе 1991 года — 1-й степени.
С декабря 1992 года — на пенсии. Скончался 15 октября 2008 года, похоронен на Северном кладбище Ростова-на-Дону.
Был также награждён рядом медалей.